# Sandra Hess (Schauspielerin)
Sandra Hess (* 27. März 1968 in Zürich) ist eine Schweizer Schauspielerin in den Vereinigten Staaten. Zudem arbeitet sie als Model.

## Leben
Die 1,68 m große Hess wuchs in ihrer Heimat auf, modelte und wirkte in jungen Jahren in Werbespots mit. Hess studierte nach dem Schulabschluss zunächst Jura, ehe sie sich dem Schauspielfach zuwandte. Zu diesem Zweck zog sie in die USA nach Los Angeles und fing eine Darstellerausbildung an.
Ihre erste große Rolle spielte sie 1992 als Steinzeit-Mädchen in der Komödie Steinzeit Junior mit Brendan Fraser. Seitdem war und ist Sandra Hess vor allem in einzelnen Episoden von US-Fernsehserien vertreten. So wirkte sie u. a. in seaQuest DSV, Superman – Die Abenteuer von Lois & Clark, High Tide, Sliders und Highlander mit. In der Serie Pensacola – Flügel aus Stahl hatte sie eine wiederkehrende Rolle als Alexandra „Ice“ Jensen.
1996 drehte sie Beastmaster – Das Auge des Braxus, ein Jahr später übernahm sie eine tragende Rolle in Mortal Kombat 2 – Annihilation.
Hess spricht englisch, französisch, deutsch, schweizerdeutsch und gebrochen italienisch. Sie hatte von Ausgabe 20/2002 bis einschließlich 48/2003 eine Hollywood-Kolumne in der Schweizer Illustrierte.
Sandra Hess ist seit einigen Jahren mit ihrem Schauspielerkollegen Michael Trucco verheiratet. Sie lernte ihn bei den Dreharbeiten zu Pensacola kennen, er spielte an ihrer Seite die Rolle des Tucker „Spoon“ Henry III.

## Filmografie (Auswahl)
- 1994: Steinzeit Junior (Encino Man)
- 1996: Beastmaster – Das Auge des Braxus (Beastmaster – The Eye of Braxus)
- 1997: Freeze – Alptraum Nachtwache (Nightwatch)
- 1997: Mortal Kombat 2 – Annihilation (Mortal Kombat: Annihilation)
- 1998: Agent Nick Fury – Einsatz in Berlin (Nick Fury: Agent of S.H.I.E.L.D.)
- 1998–2000: Pensacola – Flügel aus Stahl (Pensacola: Wings of Gold, Fernsehserie, 44 Episoden)
- 2002: Der Tod kennt keine Freundschaft (Face Value)
- 2003: CSI: Vegas (CSI: Crime Scene Investigation)
- 2004: Gargoyles – Flügel des Grauens (Gargoyles)
- 2006: One Way
- 2006–2007: Navy CIS (NCIS, Fernsehserie, vier Episoden)
- 2008: Remarkable Power
- 2008: General Hospital (Fernsehserie, 33 Episoden)
- 2012: Psych (Fernsehserie, Episode 4x14)
- 2012: CSI: NY (Fernsehserie, Episode 8x11)